# РТС 3
РТС 3 (познат као Трећи програм РТС-а или само Трећи) српска је телевизијска станица која је саставни део Радио-телевизије Србије. Основана је 26. новембра 2008. године под називом РТС Дигитал.

## Историјат
РТС 3 је трећи програм РТС и намењен је култури и уметности. Покренут је 26. новембра 2008. године као РТС DIGITAL, првобитно преко DVB-T мреже, а од 21. марта 2012. године земаљским путем се емитује посредством DVB-T2 мреже у целој Србији. Програм се састоји од културног и уметничког програма. Од 8. јуна 2015. године канал се зове РТС 3 са слоганом 24 сата програма култури и уметности РТС 3.

## Структура програма[4]
РТС 3 се емитује 24 сата дневно, од чега осам сати премијерно (од 16 часова до поноћи) и два пута репризно (од поноћи до 8 часова наредног дана и од 8 до 16 часова). Као некомерцијални програм у својој програмској шеми не садржи рекламне блокове.
Музички садржаји на годишњем нивоу чине између 65 и 70 одсто од укупног емитовања програма. Тачније, на годишњем нивоу РТС 3 емитује 4200 сати музичког програма (премијерног и репризног - домаћег и страног). Од тога је 3000 сати концерата свих жанрова, 660 сати документарно-музичких програма, 300 сати опера, 240 сати балета. У програмској шеми су заступљене и документарне емисије, око 1560 сати годишње. Документарне серије чине око 660 сати програма, док појединачне емисије образовног, путописног, етнолошког садржаја, чине додатних 450 сати програма.
За културне садржаје из домена уметности опредељено је 450 сати програма.
У оквиру филмског програма, у понуди је годишње око 400 сати одабраних филмских садржаја из циклуса руских и европских филмова, циклуса ретроспектива филмских аутора, али и серијали француске, руске, енглеске и кинеске производње. За драмски и серијски програм резервисано је 250 сати у емитовању РТС 3 програма.
Преко 50% емитованог садржаја је домаће производње.